# 馬榮成
馬榮成（1961年1月16日—），原名馬榮城，籍貫廣東潮陽。香港著名漫畫家。 自小熱愛繪畫，14歲加入《喜報》，踏入漫畫行業，曾用筆名馬雲龍，作品包括《五兄弟》，《風流》，《中華英雄》， 《風雲》等。  其中《風雲》更是馬榮成的代表作，被改編成多版本的電視劇以及電影遊戲等。馬為香港史上最高稿費漫畫家，根據黃玉郎1989年接受查小欣訪問時回應，馬榮成八七至八八年度一年總收入為6百萬港元。2012年 馬榮成和另外9位漫畫家於香港漫畫星光大道留下手印。馬榮成受訪時表示受日本漫畫影響，自小很愛看漫畫，因而立志成為漫畫家。

## 早年
馬榮成三歲喪父，與媽媽，兩個姊姊和一個妹妹馬淑珠一家五口居於油塘徒置區11座，小學畢業於樂善堂油塘灣學校（即現在的樂善堂楊仲明學校）。後來升讀九龍城嘉林邊道中西英文書院。中二輟學後加入《喜報》任學徒。1980年與朱迺怡(朱祖兒)、沈立雄及尹慶祥等編繪《新浪潮》漫畫雜誌，屬新派漫畫，是當年主流打鬥書之外的另一風格。

## 中華英雄時期
師承上官小威的馬榮成，1980年8月轉投「玉郎機構」（文化傳信前身）在金報寫「中華英雄」；1981年在黃玉郎的「醉拳」連載，漸受歡迎後獲黃玉郎賞識，在1982年尾，令他初嘗當主筆的滋味，中華英雄獨立推出單行本雙週刊。在黃玉郎壟斷畫壇的時代下，他猶如平地一聲雷，創造出十八萬（有說是二十萬）的驚人銷量，並開創寫實型漫畫之風。 1983年，《中華英雄》已躍升為全港銷量最高之漫畫書。 個人亦曾在灣仔的香港藝術中心開畫展，是首位香港漫畫家開辦個人畫展，標示著香港人接納港漫為藝術的一部份。 
由於中華英雄的理想成績，為馬帶來豐厚的收入， 成為香港史上最高稿費漫畫家，根據黃玉郎1989年接受查小欣訪問時回應，馬榮成八七至八八年度一年底薪，稿費，花紅總收入為6百萬港元 。至1988年初，馬打算在翌年約滿後離開玉郎機構，另謀發展，期間不停遭人恐嚇騷擾。1988年5月，馬在灣仔遭人毆打受傷；及至1989年元旦日，馬與其新任助手崔源發在太古城停車場，遭三名不明凶徒持刀襲擊，兩人均手部受創，其中崔的傷勢較馬嚴重。 當期時中華英雄出版至第143期，受是次事件影響停刊半年，其後馬傷癒後在6月復刊，之後不久馬亦約滿離開玉郎機構。

## 天下時期
1989年7月，馬榮成脫離「玉郎機構」，創立了「天下出版社」，出版「天下畫集」，最初四期故事為「兩極」，之後連載長篇武俠漫畫「風雲」，得到當時讀者們甚高的評價，不但在「天下畫集」中連載超過二十年，它更多次被改編成為電影、小說和廣播劇，台灣方面更把它改編成為電視劇集。 可惜銷量始終無法突破「中華英雄」年代的成績。
1995年，馬榮成與《黑豹列傳》主編溫日良發生勞資糾紛，雙方亦鬧上法院，溫日良最終獲判勝訴，資方馬榮成須賠償合約內之酬金及支付全數堂費。

## 影響
馬榮成的寫實風格，是受日本漫畫家池上遼一、永安巧和松森正、與及香港「山月畫室」的陳中樞所影響。而「中華英雄」的空前成功，使寫實風格成為了港漫畫面製作的標準，「天下畫集」的出現更是深化了此風氣。日本漫畫家井上雄彥亦曾參觀「天下出版社」。
《風雲》一書更已經在許多國家和地區發售及出版，如：馬來西亞、新加坡、台灣、美加等地。再者《風雲》亦成功被改編拍攝成電影、電視劇、電台廣播劇、電腦遊戲、網上遊戲、動畫等。馬榮成早於90年代舉辦了多次個人漫畫展，除香港漫畫展外，更曾應多個國家之邀請到海外舉辦多次漫畫展。 對推動本地漫畫及海外市場有莫大貢獻。 

## 漫畫作品

### 喜報時期（1975年－1977年）
- 1975年 《大獨裁者》（第一套作品） [4]
- 1975年 《白日夢》
- 1975年 《殺手劉強》
- 1976年 《聰明狗》
- 1976年 《徙置區風雲》
- 1976年 《精靈小鬼頭》
- 1976年 《隱形客》
- 1976年 《小鐵漢》
- 1977年 《馬仔與少傑》
- 1977年 《金臂小子》

### 金漫畫時期（1977年－1978年）
- 1977年 《五兄弟》
- 1978年 《狙擊13》
- 1978年 《決戰前後》- 《香港漫畫周刊》連載

### 青報時期（1978年－1980年）
- 1978年 《陸小子之武當之戰及決戰前夕》
- 1978年 《魔鬼實驗》
- 1978年 《武館》
- 1978年 《搏擊十三》
- 1978年 《異形》
- 1978年 《我要變女人》
- 1978年 《搏命單刀奪命鎗》
- 1979年 《破壞者》
- 1979年 《小生追求》
- 1979年 《神偷十三》
- 1979年 《相識》
- 1979年 《瘋狗》
- 1979年 《管理員》
- 1979年 《小鼻仔的故事》
- 1979年 《山火》
- 1979年 《風流》

### 新浪潮時期（1980年）
- 1980年 《老差骨》
- 1980年 《醉拳新編》

### 玉郎機構時期（1980年－1989年）
- 1980年 《中華英雄》（由1980年《金報》始 至 1989年《中華英雄》第144期止）
- 1982年 《唐龍》《醉拳》中連載

### 天下出版時期（1989年至今）
- 1989年 《兩極》《天下畫集》連載
- 1989年 - 2015年《風雲》《天下畫集》連載
- 《黑豹列傳》
- 《七種武器》
- 《英雄无泪》
- 《倚天屠龍記》
- 《雪山飛狐》
- 《神武记第一部》
- 《神武记第二部》

## 個人生活
馬榮成的初戀情人叫陳潔瑜，他們拍拖超過十年。當年他創作中華英雄時就將女主角命名「陳潔瑜」。90年兩人分手，一年後重遇玉郎集團時期的舊同事趙美鳳（筆名：一怡），是漫畫少年的助理。 兩人拍拖至96年結婚至今。兩人育有一子、一女。趙美鳳1991年曾參與李克勤紅樓夢MV拍攝，為女主角之一（另一女主角是周慧敏）。
馬榮成物業投資亦有一手，根據東周網報道2013年時馬坐擁近二十億物業，當中○八年以「海嘯價」七千六百萬元現金一炮過購入倚巒獨立屋，最為人津津樂道。

## 影視媒體形象
- 無綫電視於1984年即中華英雄銷量達高峰之時，曾以電視劇《畫出彩虹》描繪馬榮成奮鬥經過，由詹秉熙、張曼玉主演。
- 亞洲電視於1993年亦曾以馬榮成由出道到建立公司之經歷拍成電視單元劇《香港傳奇人物之紙上英雄》，由張家輝主演，被斬一事亦有被收錄其中。

## 外部連結
- 天下出版有限公司網站
- 香港動漫家聯會網站